# 卡斯泰尔韦特罗皮亚琴蒂诺
卡斯泰尔韦特罗皮亚琴蒂诺（義大利語：Castelvetro Piacentino），是意大利皮亚琴察省的一个市镇。总面积35.11平方公里，人口5510人，人口密度156.9人/平方公里（2009年）。ISTAT代码为033014。